# パラグアイオニバス
パラグアイオニバス (学名: Victoria cruziana) は、スイレン科オオオニバス属に属する水生植物の1種である。パラグアイオオオニバスともよばれる。近縁のオオオニバスと同様、たらいのような非常に大きな葉を水面に浮かべることで知られる (図1)。属名の Victoria はイギリスのビクトリア女王に、種小名の cruziana はボリビア・ペルー大統領であったアンドレス・デ・サンタ・クルスにちなんで命名された。

## 特徴
パラグアイオニバスは多年生または一年生の水生植物であり、根を張った地下茎から生じた葉が水面に浮かぶ浮葉植物である (下図2a)。地下茎から生じた葉柄は長く、葉身の裏面中央付近についている (楯状) (下図2a, c)。葉柄には多数のトゲが生えており、内部には通気道がある。オオオニバスにくらべると、トゲは短く、扁平で急に尖る。葉身は円形、最大で直径2.4メートル (m) に達し、縁が葉の直径の8–10%ほど立ち上がって"たらい状"になっている (同属他種では葉の直径の0–7%) (下図2b)。縁の外面は緑色またはやや赤紫色を帯びる。葉の表は緑色でクチクラ層が発達している。葉の裏面はときに紫色を帯びる (下図2c)。葉裏では葉脈が隆起して多数の区画が形成されており、またトゲが生えている (下図2c)。葉の毛 (トライコーム) は長さ1–3ミリメートル (mm)、10–15節。
トゲが生えた長い花柄の先端に花が1個つき、水上で開花する (上図2a, 下図3a)。花は直径30センチメートル (cm) に達する、2日間開閉を繰り返す。つぼみの先端がわずかにくびれる。萼片は4枚、10–13 × 4–9 cm、裏面は緑色または紫褐色を帯び、平滑または急に細くなるトゲ（長さ 1–10 mm）が下部1/3に生えている (同属のオオオニバスでは多数の次第に細くなるトゲが全面に生えている) (下図3a)。花弁は 7–10 × 1.5–9 cm、多数がらせん状についている。最内部のものを含めて花弁は開花1日目までは白色であり、開花2日目にはピンク色に変わる (特に基部) (下図3b, c)。雄しべも多数 (150–200個) がらせん状についており、最外部と最内部は仮雄しべ (花粉をつくらない雄しべ) となっている。外側の仮雄しべは 6–7 × 1–1.5 cm、雄しべは 4–6 × 0.5–1 cm、内側の仮雄しべは50個以上、4–6 × 0.5 cm。偽柱頭の下部は上部より長く、下端は平坦。心皮は多数、合着して1個の雌しべを形成しており、柱頭盤はくぼみ、放射状に条線がある。子房下位、子房は直径 7–10 cm、子房表面は長さ 1–22 mmで中程から急に細くなるトゲで覆われ、しばしば長さ 0.1–12 mmの毛がある。子房内は25–38室に分かれ、各室には20–25個の胚珠 (直径1.5–1.8 mm) がある。花後に花は水中に没して成熟する。
果実は液果状、長さ 9-14 cm、トゲで覆われ、最大1000個ほどの種子を含み熟すと不規則に裂開する。種子は亜球形、7–9 × 8–10 mm、黒色から褐色、縫線は微か、浮力のある仮種皮で覆われている。休眠性をもつものともたないものが混在する。染色体数は 2n = 24。

## 分布・生態

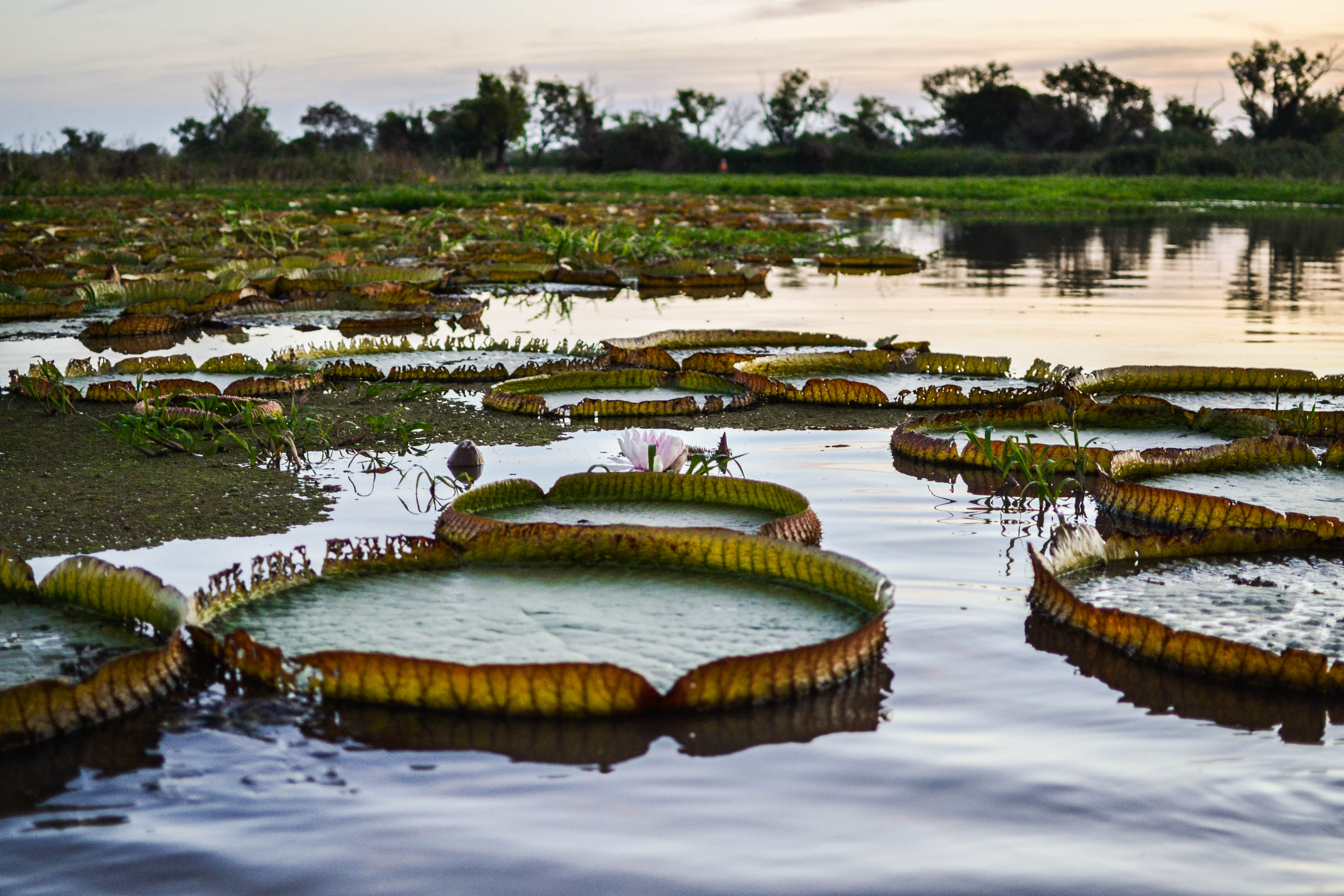
4. 自生地のパラグアイオニバス (アルゼンチン)

南米のパラナ川・パラグアイ川流域 (アルゼンチン、パラグアイ、ボリビア、ブラジル南部など) の亜熱帯域に分布する (図4)。近縁のオオオニバスに比べると、より寒冷な環境で生育することができる。インドで外来生物として報告されている。
主な送粉者は、コガネムシ科の甲虫 (主にコガネカブト属の Cylocephala castanea) である。1日目の夕方に開花した花は発熱し、強い果実臭によってコガネムシ類が集まるが、このときの花は雌性期であり、花粉は出さない。その後花が閉じ、コガネムシ類は花に閉じ込められる。やがて2日目の夕方に再び開花・発熱した花は雄性期にあり花粉を放出し、花粉で覆われたコガネムシ類が花を脱出し、別の1日目の花を訪れることで他家受粉が起こる。また自家受粉によって種子を形成できる株もある。

## 人間との関わり
観賞用として、植物園などで栽培される (図5a)。大型になったパラグアイオニバスの葉は浮力が強く、子供を葉の上に乗せるといったイベントが開かれることもある (図5b)。大きい葉では、体重 30 kg 程度の子供が乗ることもできる。第二次世界大戦によって、キュー植物園 (イギリス) などでは栽培していたパラグアイオニバスが絶えてしまったが、ヘルシンキ (フィンランド) の植物園で生き残っていた株 (自家和合性の株) の種子が世界中の植物園に譲渡され、再び世界各地で栽培されるようになった。
植物園で栽培される場合、本種とオオオニバスとの交雑種が用いられることもある。2種の雑種 (オオオニバスが花粉親) としては、1960年にロングウッド植物園で作出された雑種 Victoria ‘Longwood  Hybrid’ ('ロングウッドハイブリッド') がある (図5c)。
パラグアイオニバスの種子は、食用に利用されることがある。

## 系統と分類

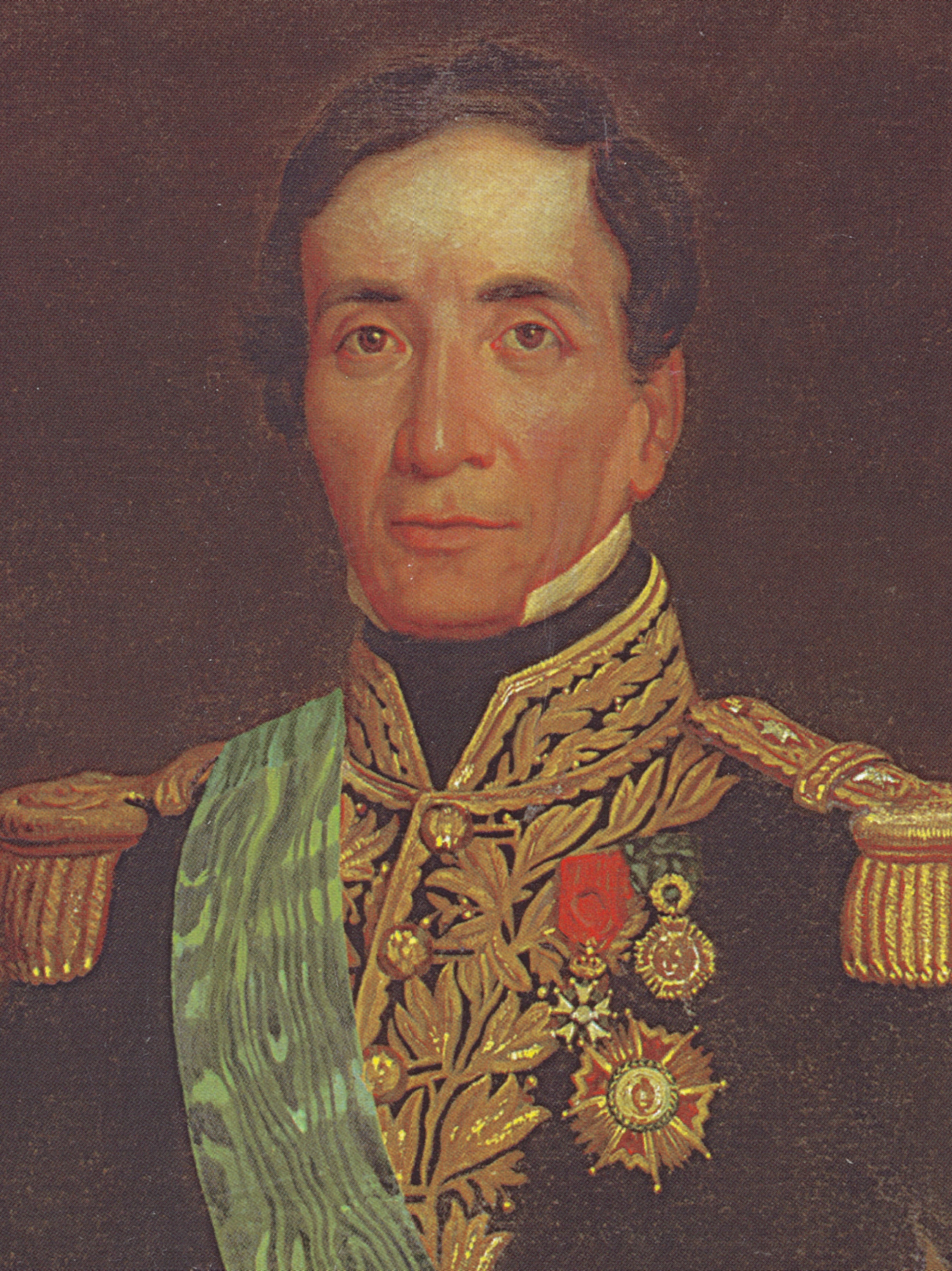
6. アンドレス・デ・サンタ・クルス

パラグアイオニバスは、ボリビア・ペルー大統領であったアンドレス・デ・サンタ・クルス (1792–1865; 図6) の援助を受けて南アメリカの博物学コレクションの収集を行ったアルシド・ドルビニによって、ボリビア産の個体をもとに新種として記載された。種小名は cruziana は、デ・サンタ・クルスの名にちなんでいる。
パラグアイオニバスは、オオオニバス、V. boliviana とともにオオオニバス属 (Victoria) に分類される。パラグアイオニバスは V. boliviana に極めて近縁であり、両者は約110万年前に分岐したと推定されている。オオオニバス属はオニバス属 (Euryale) に近縁であり、両属は姉妹群の関係にある。この系統群 (オオオニバス属 + オニバス属) は明らかにスイレン科に含まれるが、古くはオニバス科として分けられたこともある。
また分子系統学的研究からは、オオオニバス属 + オニバス属の系統群がスイレン属の中に含まれることが示唆されている。そのため、分類学的にオオオニバス属とオニバス属の種をスイレン属に移すことも提唱されている。
パンタナルに分布するものは他のパラグアイオニバスとは地理的に離れており、形態的差異もあることから Victoria cruziana f. mattogrossensis Malme (1907) として種内分類群に分けられている。葉の縁が紫紅色である点、つぼみの頂端がくびれていない点、萼片の背軸面にトゲが非常に多い点、種子の縫線が明瞭である点で典型的なパラグアイオニバスとは異なる。しかし分子系統解析からは、パラグアイオニバスの中に含まれることが示唆されている。